# Erich Peter (Jazzbassist)
Erich „Eric“ Peter (* 9. Februar 1935 in Hedingen; † 9. Juli 1996 in Aarau) war ein Schweizer Jazzbassist.

## Leben und Karriere
Im Alter von zehn Jahren kam er nach Aarau, wo er später eine Lehre als kaufmännischer Angestellter absolvierte. Angeregt von einem Onkel, der als Amateurpianist auftrat, begann er noch als Schüler autodidaktisch Kontrabass zu spielen. Der Onkel führte ihn auch in die Oltner Jazzszene um Umberto Arlati ein. Mit Musikern aus diesem Umfeld nahm er 1952 und 1953 am Zürcher Amateur-Jazzfestival teil und gewann jeweils den zweiten Preis bei den Bassisten.
Nach Abschluss der Berufslehre ging Erich Peter für zwei Jahre nach London, wo er sofort Anschluss an die dortige Bebop-Szene fand und Schallplattenaufnahmen mit Kenny Graham, Victor Feldman und der Bigband von Ronnie Scott realisierte, mit der er erstmals als Berufsmusiker unterwegs war. Nach seiner Rückkehr in die Schweiz wurde er kurzzeitig Mitglied des Tanzorchesters von Mac Strittmatter und trat danach in die Kurt Weil−Band ein, mit der er in verschiedenen westeuropäischen Jazzclubs sowie an der Weltausstellung in Brüssel gastierte. Ende 1958 begann er in Paris als Freelance-Musiker in den einschlägigen Clubs zu spielen und bildete dann zusammen mit dem Schlagzeuger Pierre Favre das George Gruntz Trio, das unter anderen die Amerikaner Chet Baker und Dexter Gordon begleitete und auch die Rhythmusgruppe der Flavio Ambrosetti All Stars bildete, die im Februar 1959 an den Festivals von Lugano und Sanremo auftraten. Im Schweizer Fernsehen begleitete er Bud Powell und Clark Terry; auch holte ihn Barney Wilen zu Plattenaufnahmen (Newport ’59). 
Ab Ende 1960 arbeitete Peter ein Jahr lang in Rom für das Radio der RAI, wo er zusammen mit dem Pianisten Joël Vandroogenbroeck und Pierre Favre das Studio-Quartett des italienischen Trompeters Nunzio Rotondo komplettierte. Auch spielte er Anfang der 1960er Jahre im American Jazz Ensemble mit Pierre Favre  und bei Fritz Münzer.  Im Sommer 1962 zog er dann für 15 Jahre nach Spanien. Als Mitglied des Trios um den blinden Pianisten Tete Montoliu spielte er mehrere Alben ein und begleitete auch zahlreiche amerikanische und europäische Starsolisten wie Lucky Thompson und Ben Webster begleitete, am Jazzfestival Juan-les-Pins 1966 auch die Sängerin Anita O’Day. Mit der Flamenco-Jazzgruppe des Saxofonisten Pedro Iturralde, zu der auch der Gitarrist Paco de Lucía und der Schlagzeuger Peer Wyboris gehörte, trat er 1967 zudem an den Berliner Jazztagen auf.
Nach seinem ausgedehnten Spanien-Aufenthalt kehrte Erich Peter 1977 nach Aarau zurück und wirkte fünf Jahre lang als Basslehrer an der Swiss Jazz School in Bern. Daneben und danach spielte er als Freelancer mit verschiedenen schweizerischen und internationalen Musikern aus dem Bereich des modernen Straight-ahead-Jazz. So bildete er mit Andy Scherrer und Peter Schmidlin das Trio Cojazz. 
Peter wirkte im Laufe seiner Karriere von 1952 bis 1991 bei 44 Aufnahmesessions mit und starb in Aarau nach längerer Krankheit.